# Белоногий лемур
Белоногий лемур (лат. Lepilemur leucopus) — вид лемуров из семейства лепилемуровых.

## Описание
Внешне похож на других лемуров из своего семейства, спина серая, брюхо светло-серое, хвост светло-коричневый.

## Образ жизни
Ведет ночной, преимущественно древесный образ жизни. В рационе преимущественно листья. Этому лемуру присуща копрофагия — животные поедают собственные экскременты для повторного переваривания целлюлозы, содержащейся в листьях. Образует небольшие группы, состоящие из матери и её потомства. Самцы живут вместе на территории, пересекающейся с территориями нескольких самок. Самки встречаются с самцами во время поиска пищи или груминга. Виду присуща полигиния, самцы обычно спариваются с несколькими самками.

## Распространение
Эндемик Мадагаскара, населяющий южные тропические и субтропические лесные зоны. Ареал небольшой, зажат между реками Менарандра и Мандраре. Плотность популяции в заказнике Беренти оценивается в несколько сот особей на км2.

## Статус популяции
Международный союз охраны природы присвоил этому виду охранный статус «В опасности» (Endangered). Главная угроза виду — уничтожение среды обитания. Ареал белоногого лемура подвергается вырубке леса для нужд сельского хозяйства и добычи угля. Охраняемые законом популяции наблюдаются в частном заказнике Беренти и национальном парке Андухахела.